# سه‌سو
سه‌سو یکی از ۸۸ صورت فلکی امروزی و ۴۸ صورت فلکی بطلمیوس که شامل سه ستاره نورانی در نیم‌کره شمالی است.
سه ستارهٔ این پیکر آسمانی جمع‌وجور و رنگ‌پریده هستند.

## اجرام عمقی آسمان
- ان‌جی‌سی ۵۹۵
- ان‌جی‌سی ۶۰۴
- مسیه ۳۳